# Фролов, Иван Михайлович
Иван Михайлович Фролов (1895—1941) — советский военачальник, полковник (13.1.1939).

## Биография
Родился 1 сентября 1895 года в деревне Острый Клин Доброй волости Лихвинского уезда Калужской губернии.
Служил в Русской императорской армии с сентября 1915 года по январь 1918 года, воевал на Западном фронте, где был зачислен в 8-ю роту 5-го пехотного Калужского полка. Во время Февральской революции в России в 1917 году воевал на Румынском фронте, дослужился до старшего унтер-офицера. Окончил пулеметную учебную команду 5-го пехотного Калужского полка (1916).
В Красной Армии — с сентября 1918 года. В Гражданскую войну добровольно поступил на Калужские пехотные командные курсы, которые окончил в 1919 году. В их составе принимал участие в подавлении антисоветских восстаний в районе городов Медынь (ноябрь 1918) и Брянск (март 1919), а также выступлений белоказаков в Донской области (май 1919). После окончания курсов был направлен на Южный фронт в 13-ю армию, однако там тяжело заболел и был эвакуирован в госпиталь. В январе 1920 года Фролов назначен командиром роты Калужского рабочего батальона, с которым убыл на Южный фронт, по прибытии туда батальон был переименован в 9-й рабочий военных сообщений батальон. В декабре 1920 года был откомандирован в Херсон на должность командира роты 2-го рабочего военных сообщений батальона при 6-й армии. С января 1922 года проходил службу командиром роты в 8-м трудовом полку Донской трудовой армии в городе Шахты. В апреле этого же года был назначен в 127-й стрелковый полк 43-й бригады 15-й Сивашской стрелковой дивизии. В 1927—1928 годах учился на стрелково-тактических КУКС РККА «Выстрел». С сентября 1928 по август 1929 года — временно исполнял должность помощника начальника 1-й части штаба дивизии, затем вновь командовал батальоном в 43-м стрелковом полку.
В декабре 1930 года был назначен преподавателем Школы переподготовки комсостава запаса им. В. И. Ленина в Ленинграде. С марта 1933 года командовал батальоном в 167-м стрелковом полку 56-й стрелковой дивизии Ленинградского военного округа. С февраля по август 1935 года находился на курсах усовершенствования при Разведывательном управлении РККА. С 13 января 1939 года И. М. Фролов — командир 209-го стрелкового полка 70-й стрелковой дивизии. В августе того же года вступил в командование 217-м стрелковым полком 104-й стрелковой дивизии. Участвовал в советско-финляндской войне 1939—1940 годов. Приказом НКО СССР от 25 октября 1940 года полковник Иван Михайлович Фролов был назначен заместителем командира 104-й стрелковой дивизии, которая дислоцировалась в городе Кандалакша Мурманской области и охраняла государственную границу СССР с Норвегией.
Участник Великой Отечественной войны в той же должности. В июле 1941 года был назначен временно исполняющим должность командира 6-й стрелковой дивизии народного ополчения, формировавшейся из добровольцев Свердловского района Ленинграда. Затем был направлен командиром 1-й гвардейской Ленинградской стрелковой дивизии народного ополчения. С августа 1941 года дивизия вела боевые действия в составе Красногвардейского укрепленного района, затем — Кингисеппского участка обороны и Копорской оперативной группы, а с 3 сентября — 8-й армии Ленинградского фронта. Вела, отступая, тяжёлые бои. Когда дивизия получила задачу со стороны «Дороги жизни» нанести удар по немецким позициям в районе «бутылочного горла», захватить 1-й и 2-й Рабочие поселки и двигаться дальше в направлении Синявинских высот, Фролов Иван Михайлович, зная о реальной боеспособности дивизии, доложил, что «дивизия к выполнению поставленной боевой задачи не готова», за что был снят с должности. В октябре 1941 года Фролов находился в госпитале, затем он был арестован и отдан под суд. 9 декабря 1941 года был осужден военным трибуналом за трусость, невыполнение приказа и приговорен к высшей мере наказания. Расстрелян в тот же день вместе с комиссаром дивизии Константином Ивановым. Был реабилитирован в 1957 году.

## Награды
- Был награждён орденом Красного Знамени (07.05.1940), медалью «XX лет РККА».

## Источник
- Великая Отечественная. Комдивы [Текст] : военный биографический словарь : в 5 т. / Д. А. Цапаев (рук.) и др. ; под общ. ред. В. П. Горемыкина. — М. : Кучково поле, 2011. — Т. 1. — С. 713—714. — 736 с. — 200 экз. — ISBN 978-5-9950-0189-8.